# Stefano da Gama (XV secolo)
Stefano da Gama, pt. Estêvão da Gama (c. 1430 – luglio 1497), è stato un militare ed esploratore portoghese, cavaliere dell'Ordine di San Giacomo della Spada, meglio conosciuto come il padre dell'esploratore Vasco da Gama.

## Biografia

L'insegna dell'Ordine di San Giacomo della Spada.

Estêvão da Gama era il figlio maggiore (su quattro) di un certo Vasco da Gama di Olivenza e Dona Teresa da Silva. In giovane età, entrò al servizio del re Edoardo del Portogallo (regno 1433–1438) e, in ragione delle sue capacità e delle sue azioni, fu nominato cavaliere dal principe Ferdinando, duca di Viseu nel 1460. Travestito da mercante, percorse la piazza di Anafé (Marocco), e partecipò all'assedio e alla distruzione del luogo, nel 1468, da parte di Fernando. Ad un certo punto della sua vita, entrò nell'Ordine di San Giacomo della Spada. Sotto Alfonso V del Portogallo (regno 1438-1477), fu coinvolto nella conquista di Tangeri e nella Guerra di successione castigliana (1475-1479) e per i suoi servigi fu nominato Alcaide Mor (governatore civile) di Sines, incarico che mantenne fino al 1478, e comandante di Cercal. Anni dopo, acquisirà i negozi di saponette di Estremoz, Sousel e Fronteira, i quartieri ebraici di Santiago do Cacém ed una rendita annua 7.000 real.
Intorno al 1472, il dominio dell'Ordine di Santiago cadde nelle mani dell'infante D. João, principe reale ed erede. Quando questi salì al trono come re Giovanni II del Portogallo (1481), le fortune dell'Ordine - e di Estêvão da Gama - aumentarono significativamente. Grande accentratore, il nuovo sovrano si servì infatti dell'Ordine di Santiago per controbilanciare lo strapotere accumulato dall'Ordine del Cristo (erede lusitano dell'Ordine dei Templari) che, dai tempi di Enrico il Navigatore, s'era legato a doppio filo con la Corona nel complesso e lucroso processo che fece del Portogallo una delle nazioni preponderanti nella c.d. "Età delle scoperte". Durante il 1480, Estêvão da Gama salì tra i ranghi dell'Ordine di Santiago, ricoprendo una varietà di posizioni e servì Giovanni II in una posizione di fiducia. Estêvão tenne la comenda di Cercal e forse di Seixal per conto dell'Ordine.
Estêvão da Gama sposò Isabel Sodré, figlia di João Sodré (noto anche come João de Resende), rampollo di una famiglia ben collegata d'origine inglese che si dice discendesse da Frederick Sudley del Gloucestershire, giunto con Edmondo Plantageneto, I duca di York in Portogallo nel 1381 e successivamente stabilitovisi. Isabel era sorella di Vicente Sodré e Brás Sodré. Estêvão da Gama e Isabel Sodré ebbero cinque figli, in probabile ordine di età, Paulo da Gama, João Sodré (che prese il cognome di sua madre), Vasco da Gama, Pedro da Gama e Aires da Gama, e una figlia nota, Teresa da Gama che divenne la moglie di Lopo Mendes de Vasconcelos. Inoltre, Estêvão da Gama aveva un figlio illegittimo, chiamato confusamente anche Vasco da Gama, nato da un'altra donna mentre era ancora single. Nonostante il tradizionale attaccamento dei Sodré all'Ordine di Cristo, i figli di Gama seguirono il padre nell'Ordine di Santiago.
Dopo che Bartolomeo Diaz doppiò il Capo di Buona Speranza nel 1488, Estêvão da Gama fu incaricato da Giovanni II di guidare la prima spedizione marittima dal Portogallo all'India (almeno secondo i cronisti João de Barros e Castanheda). Questa spedizione, tuttavia, non si è concretizzata durante la vita di nessuno dei due uomini.
Nel 1491, le attenzioni di Giovanni II furono coinvolte in una lotta domestica per il suo successore. Estêvão da Gama sostenne fedelmente il candidato scelto da Giovanni (e nuovo gran maestro dell'Ordine di Santiago), Giorgio di Lencastre, contro Manuele di Beja, gran maestro dell'Ordine del Cristo che risultò però vincitore della contesa e salì al trono come Manuele I del Portogallo.
Alla morte di Giovanni II nel 1495, Estêvão da Gama e i suoi figli rimasero parte del partito di opposizione riunito intorno a D. Jorge a Palmela, contro Re Manuele. Il nuovo re fece risorgere i piani di Giovanni II per la spedizione in India, e la nomina fu, ancora una volta, per andare a Estêvão da Gama, come era stato precedentemente promesso. Ma al momento della partenza della spedizione (luglio 1497), Estêvão da Gama era già morto (o sul letto di morte). Di conseguenza, l'incarico fu dato a suo figlio, Vasco da Gama. Alcuni cronisti ipotizzano l'incarico sia stato offerto prima a Paulo da Gama, che come figlio maggiore, aveva il "diritto" di succedere alla posizione di suo padre; ma Paulo rifiutò, quindi fu offerto a Vasco. Tuttavia, Paulo sembra aver cambiato idea e ha accettato di comandare una delle navi, sotto il comando del fratello minore.
Dopo il ritorno di Vasco da Gama nel 1499, il re Manuele I gli offrì come ricompensa la città di Sines, già assegnata al padre. Tuttavia, prenderne possesso si rivelò un po' più complicato.
Uno dei figli di Vasco da Gama, Estêvão da Gama, che sarebbe diventato governatore portoghese dell'India (1540-1542), prese il nome del nonno.
[C'è un terzo Estêvão da Gama negli elenchi di questo tempo - quello che guidò uno squadrone della Quarta Armata d'India (Gama, 1502). Era cugino di primo grado di Vasco da Gama, cioè figlio di Aires da Gama, fratello minore del maggiore Estêvão. ]